# Nationaal park Karijini
Het nationaal park Karijini is een nationaal park in het Hamersleygebergte. Het ligt in de regio Pilbara in West-Australië, ongeveer 1.055 kilometer van de hoofdstad Perth. Voorheen was het park bekend onder de naam Hamersley Range National Park.
Het park heeft een oppervlakte van 6270 km2. Het is het op een na grootste nationale park in West-Australië en staat bekend om de vele uitzichten op de door riviertjes uitgesleten kloven. Het park wordt door een spoorlijn in twee ongeveer even grote delen gesplitst. Over de Hamersley & Robe River Railway wordt vooral ijzererts vervoerd. Jaarlijks valt er gemiddeld zo’n 250 tot 300 mm neerslag. De temperatuur komt in de zomer vaak boven de 40 °C uit en in de winter is lichte vorst gedurende de nacht mogelijk.

## Fotogalerij

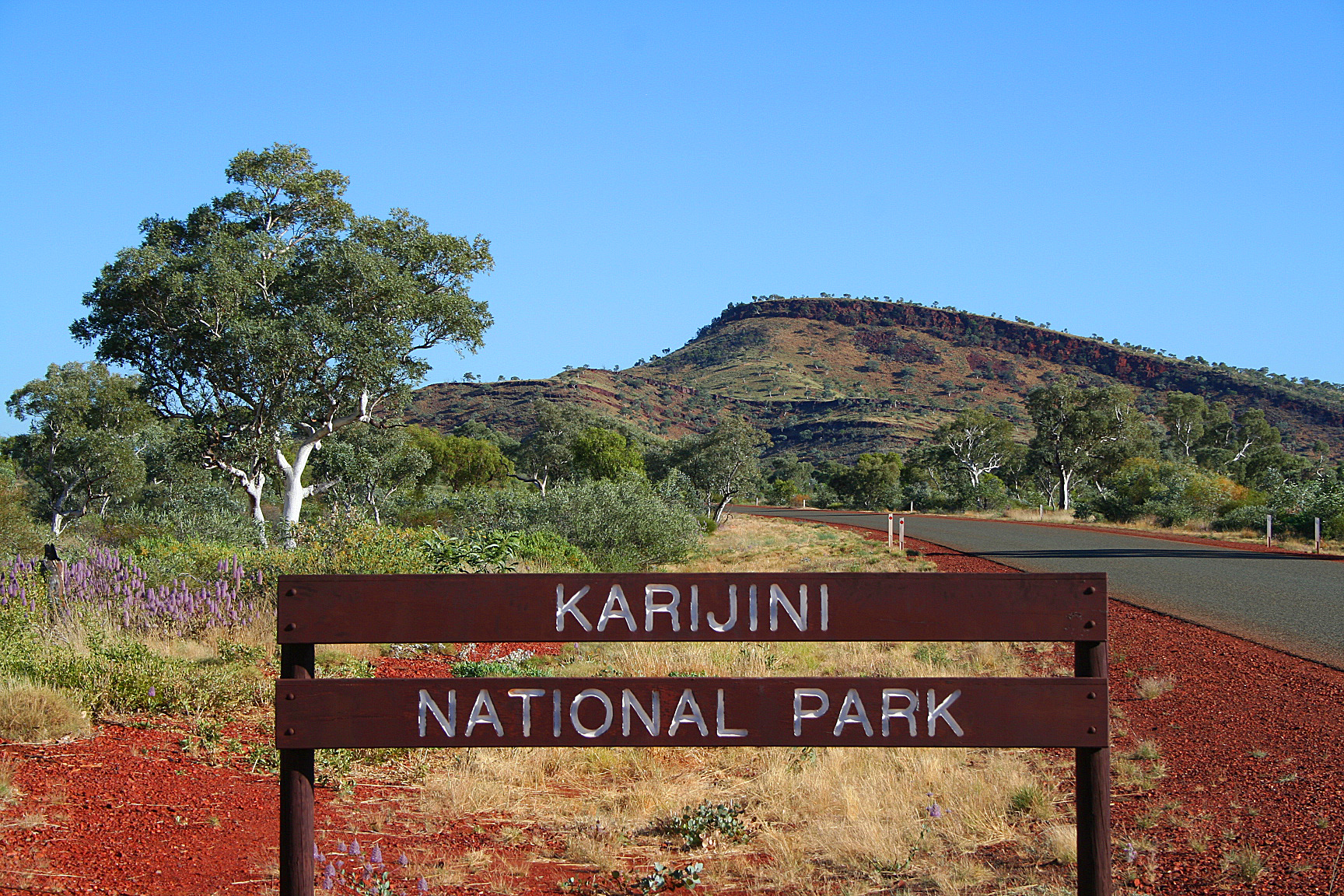
Een van de ingangen tot het park
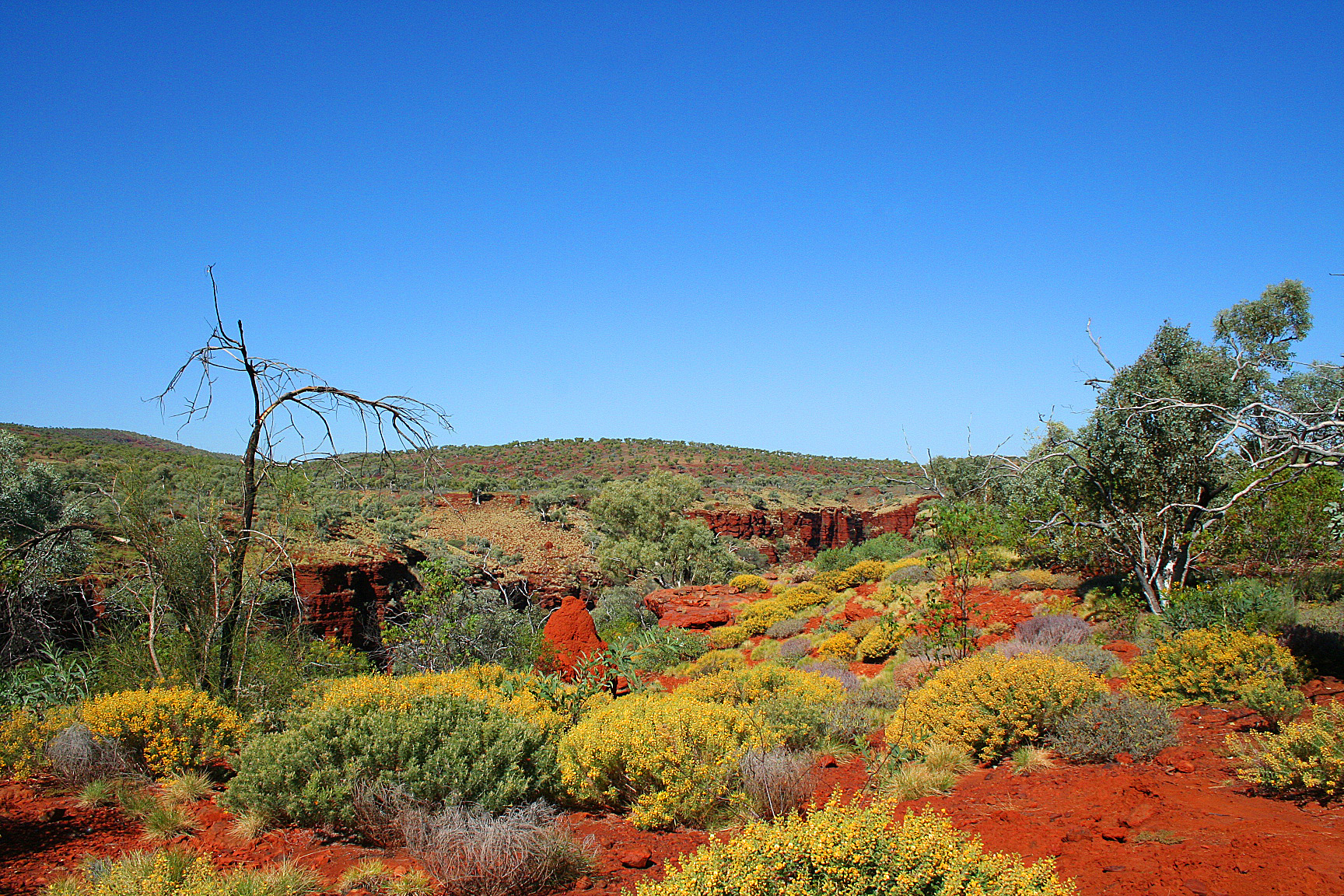
Kleurrijk schouwspel
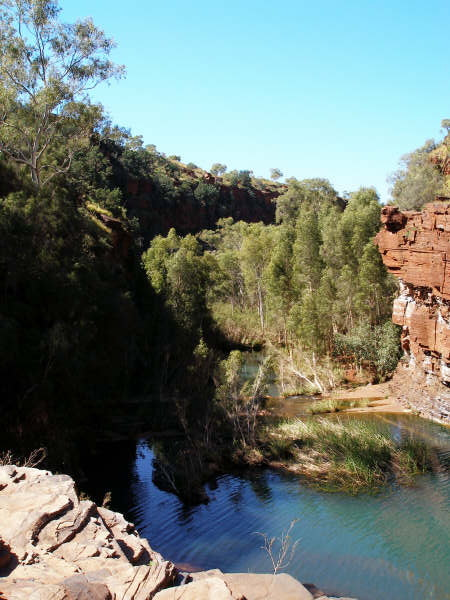
Zicht vanaf Fortescue Falls
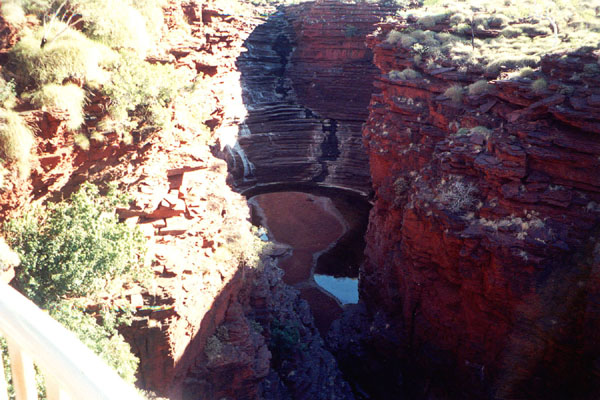
Joffre Falls
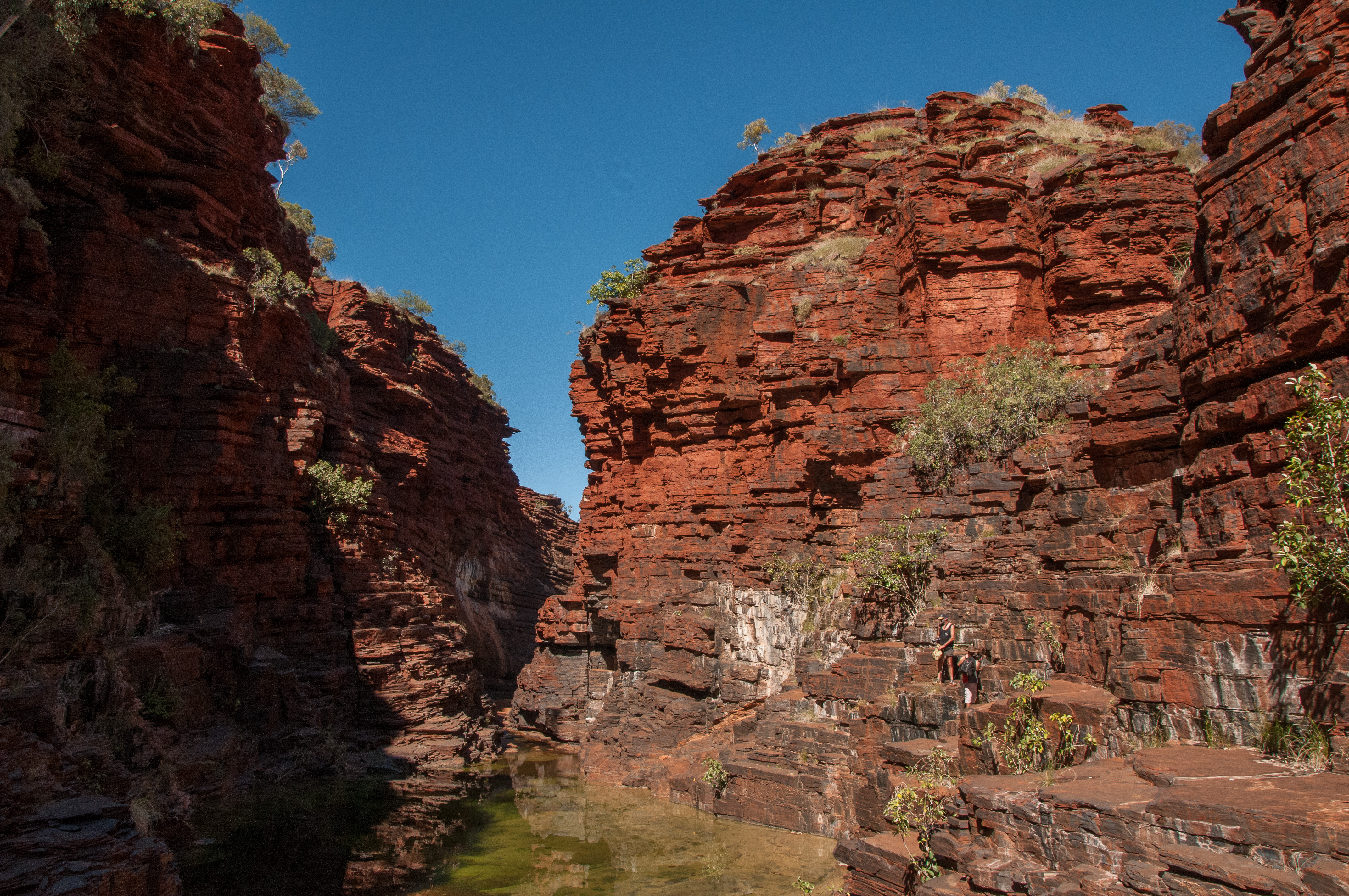
Joffre Gorge